# Nicolae Corneanu
Nicolae Mihail Corneanu (* 21. November 1923 in Caransebeș; † 28. September 2014 in Timișoara) war Metropolit der Rumänisch-Orthodoxen Kirche. Seit 1962 hatte er die Ämter des orthodoxen Erzbischofs von Timișoara und des Metropolits des Banats inne. Am 4. März 1990 weihte er Daniel Ciobotea, den späteren Patriarchen der Rumänisch-Orthodoxen Kirche, zum Weihbischof in Timișoara.

## Zusammenarbeit mit der rumänischen Staatssicherheit
Unmittelbar nach der rumänischen Revolution 1989 hat Metropolit Corneanu gestanden, 41 Jahre lang für die rumänische Geheimpolizei Securitate gespitzelt zu haben. Nach eigenen Angaben fing seine Zusammenarbeit mit der Staatssicherheit im Herbst 1948 an, als er verhaftet wurde unter der Beschuldigung, einen deutschen Flüchtling beherbergt zu haben. Er habe wegen dieser Zusammenarbeit ein schlechtes Gewissen gehabt. Im Dezember 1990 wurde er Mitglied der Nichtregierungsorganisation Alianța Civică.

## Einsatz für die Ökumene
Im Jahre 1978 war er einer der Vizepräsidenten der Christlichen Friedenskonferenz. Am 19. Januar 1990, gleich nach der Relegalisierung der Rumänischen griechisch-katholischen Kirche, übergab er die Kathedrale von Lugoj dieser Glaubensgemeinschaft, in deren Besitz sie sich bis 1948 befunden hatte. Metropolit Corneanu sorgte für ein friedliches Miteinander der Orthodoxen mit den Unierten (Griechisch-Katholischen) Christen. Als eine Ausnahme in der Rumänisch-Orthodoxen Kirche kam das orthodoxe Erzbistum Timișoara den patrimonialen Forderungen der Unierten Kirche entgegen, so dass es im Kreis Timiș nach der politischen Wende aus dem Jahr 1989 zu keinen Konflikten bezüglich der Eigentumsrückgabe an die Unierte Kirche kam.
Am 25. Mai 2008 empfing Metropolit Corneanu die Eucharistie in einer katholischen Messe, was eine empörte Reaktion im antiwestlichen Flügel der Rumänisch-Orthodoxen Kirche auslöste.
Der Heilige Synod der Rumänisch-Orthodoxen Kirche befasste sich auf seiner Sitzung am 8./9. Juli 2008 damit. Im Vorfeld bat der römisch-katholische Bischof von Timișoara, Martin Roos, in einem offenen Brief an alle Mitglieder des Synods der Rumänisch-Orthodoxen Kirche um Rücksicht auf die Verbundenheit zwischen Orthodoxen und Katholiken, welche durch eine Verurteilung des Metropoliten Corneanu gravierende Schäden erleiden würde. Corneanu bezeichnete auf dem Synod seine Teilnahme an der katholischen Eucharistie als Fehler; von einer Bestrafung wurde deshalb abgesehen.

## Auszeichnung
- Am 30. November 1999 wurde Corneanu der Titel Ehrenbürger der Stadt Timișoara verliehen.

## Entmachtung
Am 20. Mai 2011 wurde Corneanu auf einer Tagung der Heiligen Synode der Rumänischen Orthodoxen Kirche das Recht entzogen, als Metropolit Dokumente zu unterschreiben; dies war gleichbedeutend mit seiner Absetzung. Begründet wurde der Schritt mit angeblichen gesundheitlichen Problemen, die von Seiten Corneanus Anhänger aber bestritten werden.